# Edward Tiffin
Edward Tiffin (Carlisle, 1766. június 19. – Ross megye, 1829. augusztus 9.) az Amerikai Egyesült Államok szenátora (Ohio, 1807–1809).